# Buchananella
Genre
Buchananella est un genre de bacilles Gram positifs de la famille des Actinomycetaceae. Son nom fait référence au microbiologiste R.E. Buchanan, en hommage aux contributions significatives qu'il a apportées à la systématique des Procaryotes.
En 2022 selon la LPSN (6 décembre 2022) c'est un genre monospécifique, l'unique espèce connue Buchananella hordeovulneris étant également l'espèce type du genre.

## Taxonomie
Ce genre est créé en 2018 par I. Nouioui et al. lors de la révision de l'embranchement des « Actinobacteria » (devenu Actinomycetota) réalisée par cette équipe sur la base de techniques de phylogénétique moléculaire. Il est validé la même année par une publication dans l'IJSEM. Il se compose, à sa création, d'une seule espèce transférée depuis le genre Actinomyces.